# 第5装甲軍
第5装甲軍もしくは西方装甲集団、エバーバッハ装甲集団（独5. Panzerarmee, Panzergruppe West, Panzergruppe Eberbach）は第二次世界大戦中のドイツ陸軍の装甲部隊である。

## 歴史

### 北アフリカ
第5装甲軍は連合国軍のトーチ作戦成功後の1942年12月8日、チュニジアを防衛することを目的に編成され、イタリア第1軍と共にアフリカ軍集団を形成した。
しかし、北アフリカの戦いは1943年5月13日に終わりを告げ、第5装甲軍は司令官ハンス＝ユルゲン・フォン・アルニムと共に連合軍に降伏した。

### ノルマンディー
1944年1月24日、西方総軍司令部の予備装甲部隊として西方装甲集団が編成され、司令官にレオ・ガイヤー・フォン・シュヴェッペンブルクが就任した。
連合軍によるフランスへの上陸作戦において、西方総軍総司令官ゲルト・フォン・ルントシュテットとB軍集団司令官エルヴィン・ロンメルは西方装甲集団の使用方法について論議していた。ルントシュテットは連合軍が内陸部まで侵入してから反撃するべきであり、装甲集団を戦線から離れた位置に配置すべきと主張した。しかし、ロンメルは連合軍の航空戦力、圧倒的な砲撃能力がドイツ軍の自由を奪ってしまうことになるとして、装甲集団を前線に配備するべきであると主張した。
結局、ドイツ総統ヒトラーはルントシュテット、ロンメルらに装甲集団を任せず、中途半端な位置に配備した。そのため、6月6日、連合軍がノルマンディー上陸作戦を発動させ、フランス上陸に成功した時、西方装甲集団は動かないままであった。上陸作戦の2日後、司令官シュヴェッペンブルクは連合軍の空襲で負傷、ハインリッヒ・エーバーバッハが後を継ぎ、その間、エバーバッハ装甲集団を形成した。
装甲集団はノルマンディーで戦闘を重ねたが、大きな損失を被り、配下の師団の多くがファレーズ・ポケットで包囲され、包囲を突破した敗残兵らはドイツ国境へと退却した。

### 退却、そしてアルデンヌ
8月、エバーバッハ装甲集団で活動していた西方装甲集団の残存戦力は第5装甲軍として再編成された。その後、ヨーゼフ・ディートリヒが短期間司令官を務めた後、ハッソ・フォン・マントイフェルが後を継いだ。
第5装甲軍はドイツ国境で激戦を重ねたが、連合軍の航空攻撃の為に苦しんだ。11月、新設された第6SS装甲軍と共に第5装甲軍はアルデンヌで反撃を行うこととなった。12月、アルデンヌでの反撃作戦に両軍は参加、第5装甲軍はバストーニュ周辺、セル（Celles）、ディナン（Dinant）での戦いで大きな損害を負った。
作戦終了後、国境へ撤退しつつ、激戦を交わした。1945年3月、ライン川に架かるレマーゲン鉄橋を巡るレマーゲンの戦いにおいて、アメリカ軍が築いた橋頭堡を排除するべく激戦を交わした。
その後、第5装甲軍はルール地方で連合軍に包囲され、4月17日、降伏した。

## 司令官

### 北アフリカ
- 1942年12月3日 – 1943年2月20日：ハインツ・ツィーグラー砲兵大将
- 1943年2月20日 – 1943年2月28日：ハンス＝ユルゲン・フォン・アルニム上級大将
- 1943年2月28日 – 1943年5月9日：グスタフ・フォン・ヴァルスト装甲兵大将

### 西方装甲集団
- 1944年2月?日 – 1944年6月8日：レオ・ガイヤー・フォン・シュヴェッペンブルク装甲兵大将
- 1944年6月8日 – 1944年8月9日：ハインリッヒ・エーバーバッハ装甲兵大将

### エバーバッハ装甲集団
- 1944年8月9日 – 1944年8月21日：ハインリッヒ・エーバーバッハ装甲兵大将

### フランス
- 1944年7月2日 – 1944年8月9日：ハインリッヒ・エーバーバッハ装甲兵大将
- 1944年8月9日 – 1944年9月9日：ヨーゼフ・ディートリヒ親衛隊上級大将
- 1944年9月9日 – 1945年3月8日：ハッソ・フォン・マントイフェル装甲兵大将
- 1945年3月8日 – 1945年4月17日：ヨーゼフ・ハルペ上級大将

## 文献
- Pipes, Jason. "5.Panzer-Armee".
- Wendel, Markus (2004). "5. Panzer-Armee".
- "Panzergruppe West / 5. Panzerarmee". German language article at www.lexikon-der-wehrmacht.de. Retrieved May 12, 2005.